# Hippolyte californiensis
Hippolyte californiensis is een garnalensoort uit de familie van de Hippolytidae. De wetenschappelijke naam van de soort is voor het eerst geldig gepubliceerd in 1895 door Holmes.